# The Birthday Massacre
A The Birthday Massacre kanadai együttes. Zenéjüket nehéz egyetlen műfajban meghatározni. Szokták őket elektronikus rock, szintipop, gothic rock műfajokba is sorolni. Eredetileg Imagica néven kezdett el működni az együttes 1999-ben, később változtatták nevüket a mostanira (jelentése: „születésnapi mészárlás”).

## Tagjai
Jelenlegi felállás
- Chibi – ének (1999–napjainkig)
- M. Falcore – szólógitár (1999–napjainkig)
- Rainbow – ritmusgitár (1999–napjainkig)
- Owen – billentyűs hangszerek (2004–napjainkig)
- Nate Manor – basszusgitár (2010–napjainkig)
- Rhim – dobok (2003–napjainkig)

Korábbi tagok
- O.E. – basszusgitár (2007–2010), dobok (2000–2003)
- Aslan – basszusgitár (1999–2007)
- Adm – billentyűs hangszerek (2002–2004)
- Dank – billentyűs hangszerek (1999–2001)

Kisegítő zenészek
- Brett Carruthers – billentyűs hangszerek (2004 ősz)

## Diszkográfia
Albumok
- Nothing & Nowhere (2002)
- Violet (2004)
- Walking with Strangers (2007)
- Pins and Needles (2010)
- Hide and Seek (2012)
- Superstition (2014)
- Under Your Spell (2017)
- Diamonds (2020)

## Külső hivatkozások
- thebirthdaymassacre.com